# Modena Football Club 1991-1992
Questa pagina raccoglie le informazioni riguardanti il Modena Football Club nelle competizioni ufficiali della stagione 1991-1992.

## Stagione
Nella stagione 1991-1992 il Modena disputa il campionato di Serie B, con 36 punti raccolti, ottiene il quattordicesimo posto. La stagione inizia con l'allenatore Eugenio Bersellini, nel girone di andata i canarini faticano, mettendo insieme 16 punti nelle 19 partite, ma sono solo quart'ultimi in classifica, così viene deciso dalla società di esonerare il tecnico e di sostituirlo, proprio al giro di boa del torneo, con Francesco Oddo che nel girone discendente fa meglio, raccogliendo 20 punti, che si rivelano appena sufficienti, in quanto la salvezza matematica giunge proprio sul filo di lana, con la vittoria (2-1) al Braglia sul Messina. Il miglior realizzatore della stagione modenese è stato con 13 reti il centravanti Fabrizio Provitali, 6 delle quali segnate su calci di rigore, arrivato in estate dal Vicenza. Nella Coppa Italia il Modena supera nel primo turno il Piacenza, nel secondo turno lascia il passo nel doppio confronto alla Sampdoria.

## Rosa
| N. |                   | Ruolo | Calciatore           |
| -- | ----------------- | ----- | -------------------- |
|    | Italia (bandiera) | D     | Daniele Adani        |
|    | Italia (bandiera) | C     | Mario Ansaldi        |
|    | Italia (bandiera) | C     | Andrea Bergamo       |
|    | Italia (bandiera) | C     | Giovanni Bosi        |
|    | Italia (bandiera) | D     | Giovanni Bucaro      |
|    | Italia (bandiera) | A     | Nicola Caccia        |
|    | Italia (bandiera) | D     | Ivano Cardarelli     |
|    | Italia (bandiera) | C     | Mario Massimo Caruso |
|    | Italia (bandiera) | C     | Roberto Cavaletti    |
|    | Italia (bandiera) | D     | Gianfranco Circati   |
|    | Italia (bandiera) | D     | Fabio Cucchi         |
|    | Italia (bandiera) | C     | Alessandro Cucciari  |
|    | Italia (bandiera) | A     | Davide Dionigi       |

| N. |                   | Ruolo | Calciatore           |
| -- | ----------------- | ----- | -------------------- |
|    | Italia (bandiera) | A     | Luis Landini         |
|    | Italia (bandiera) | P     | Alessandro Lazzarini |
|    | Italia (bandiera) | D     | Daniele Marsan       |
|    | Italia (bandiera) | P     | Massimo Meani        |
|    | Italia (bandiera) | C     | Aldo Monza           |
|    | Italia (bandiera) | D     | Luca Moz             |
|    | Italia (bandiera) | D     | Massimo Pellegrini   |
|    | Italia (bandiera) | D     | Gianluca Presicci    |
|    | Italia (bandiera) | A     | Fabrizio Provitali   |
|    | Italia (bandiera) | D     | Stefano Sacchetti    |
|    | Italia (bandiera) | D     | Viero Vignoli        |
|    | Italia (bandiera) | C     | Luigi Voltattorni    |

## Risultati

### Serie B

#### Girone di andata
| Arbitro: | Arena (Ercolano) |

|                          |           |                      |
| Bivi 42’, 71’ Pagano 51’ | Marcatori | 74’ (rig.) Provitali |

| Arbitro: | Lo Bello (Siracusa) |

|                                                       |           |                      |
| Cristallini 59’ (aut.) Provitali 72’ (rig.) Monza 86’ | Marcatori | 45’ (rig.) Scarafoni |

| Arbitro: | Bettin (Padova) |

|                                      |           |          |
| P. Benedetti 16’ Pasculli 87’ (rig.) | Marcatori | 5’ Brogi |

| Modena 22 settembre 1991 4ª giornata | Modena             | 0 – 0 | Piacenza | Stadio Alberto Braglia\| Arbitro: \| Felicani (Bologna) \| |
| Arbitro:                             | Felicani (Bologna) |       |          |                                                            |

| Arbitro: | Boemo (Cervignano del Friuli) |

|                           |           |  |
| Saurini 22’ Schenardi 24’ | Marcatori |  |

| Arbitro: | Merlino (Torre del Greco) |

|                    |           |  |
| Moz 39’ Caruso 71’ | Marcatori |  |

| Arbitro: | Chiesa (Milano) |

|                                |           |                               |
| Tovalieri 17’, 34’ (rig.), 78’ | Marcatori | 19’ Bosi 71’ (rig.) Provitali |

| Arbitro: | Lanese (Messina) |

|                                          |           |               |
| Ravanelli 52’ A. Bertoni 67’ Scienza 68’ | Marcatori | 18’ Provitali |

| Arbitro: | Scaramuzza (Mestre) |

|              |           |          |
| Cucciari 69’ | Marcatori | 24’ Paci |

| Arbitro: | Dinelli (Lucca) |

|  |           |            |
|  | Marcatori | 54’ Caruso |

| Modena 10 novembre 1991 11ª giornata | Modena               | 0 – 0 | Avellino | Stadio Alberto Braglia\| Arbitro: \| Brignoccoli (Ancona) \| |
| Arbitro:                             | Brignoccoli (Ancona) |       |          |                                                              |

| Arbitro: | Boggi (Salerno) |

|                                    |           |  |
| P. Bresciani 5’ Rizzolo 86’ (rig.) | Marcatori |  |

| Arbitro: | Bazzoli (Merano) |

|                          |           |                |
| Provitali 27’ Bucaro 83’ | Marcatori | 64’ Campilongo |

| Arbitro: | Collina (Bologna) |

|                               |           |  |
| Lerda 45’ (rig.) Masolini 86’ | Marcatori |  |

| Arbitro: | Dinelli (Lucca) |

|           |           |              |
| Caruso 9’ | Marcatori | 84’ P. Poggi |

| Arbitro: | D'Elia (Salerno) |

|               |           |  |
| Provitali 12’ | Marcatori |  |

| Arbitro: | De Angelis (Civitavecchia) |

|                              |           |  |
| Galderisi 36’ Zanoncelli 65’ | Marcatori |  |

| Arbitro: | Pairetto (Nichelino) |

|                      |           |  |
| Caccia 30’ Monza 90’ | Marcatori |  |

| Arbitro: | Arena (Ercolano) |

|               |           |  |
| De Trizio 18’ | Marcatori |  |

#### Girone di ritorno
| Arbitro: | Rosica (Roma) |

|                      |           |  |
| Monza 40’ Caruso 76’ | Marcatori |  |

| Pisa 2 febbraio 1992 21ª giornata | Pisa                   | 0 – 0 | Modena | Stadio Arena Garibaldi\| Arbitro: \| Conocchiari (Macerata) \| |
| Arbitro:                          | Conocchiari (Macerata) |       |        |                                                                |

| Arbitro: | Cardona (Milano) |

|                                             |           |              |
| Provitali 19’ (rig.), 58’ (rig.) Caruso 44’ | Marcatori | 64’ Baldieri |

| Arbitro: | Rodomonti (Teramo) |

|                              |           |  |
| Madonna 5’, 88’ De Vitis 60’ | Marcatori |  |

| Arbitro: | Pezzella (Frattamaggiore) |

|                          |           |                      |
| Caruso 85’ Provitali 87’ | Marcatori | 25’ Ganz 55’ Saurini |

| Arbitro: | Brignoccoli (Ancona) |

|                    |           |  |
| Vignoli 45’ (aut.) | Marcatori |  |

| Modena 15 marzo 1992 26ª giornata | Modena           | 0 – 0 | Ancona | Stadio Alberto Braglia\| Arbitro: \| Arena (Ercolano) \| |
| Arbitro:                          | Arena (Ercolano) |       |        |                                                          |

| Modena 22 marzo 1992 27ª giornata | Modena              | 0 – 0 | Reggiana | Stadio Alberto Braglia\| Arbitro: \| Ceccarini (Livorno) \| |
| Arbitro:                          | Ceccarini (Livorno) |       |          |                                                             |

| Arbitro: | Cardona (Milano) |

|                  |           |  |
| Di Francesco 63’ | Marcatori |  |

| Arbitro: | Sguizzato (Verona) |

|            |           |  |
| Caccia 19’ | Marcatori |  |

| Arbitro: | Fabricatore (Roma) |

|             |           |                         |
| Bonaldi 42’ | Marcatori | 60’ Cucciari 62’ Caccia |

| Arbitro: | Boemo (Cervignano del Friuli) |

|             |           |                |
| Dionigi 41’ | Marcatori | 89’ Centofanti |

| Caserta 3 maggio 1992 32ª giornata | Casertana           | 0 – 0 | Modena | Stadio Alberto Pinto\| Arbitro: \| Amendolia (Messina) \| |
| Arbitro:                           | Amendolia (Messina) |       |        |                                                           |

| Modena 10 maggio 1992 33ª giornata | Modena          | 0 – 0 | Cesena | Stadio Alberto Braglia\| Arbitro: \| Dinelli (Lucca) \| |
| Arbitro:                           | Dinelli (Lucca) |       |        |                                                         |

| Arbitro: | Bazzoli (Merano) |

|             |           |               |
| P. Poggi 5’ | Marcatori | 57’ Provitali |

| Bologna 24 maggio 1992 35ª giornata | Bologna         | 0 – 0 | Modena | Stadio Renato Dall'Ara\| Arbitro: \| Fucci (Salerno) \| |
| Arbitro:                            | Fucci (Salerno) |       |        |                                                         |

| Arbitro: | Merlino (Torre del Greco) |

|                      |           |                   |
| Provitali 18’ (rig.) | Marcatori | 26’ (aut.) Bucaro |

| Arbitro: | Luci (Firenze) |

|                                  |           |  |
| Balbo 40’ Manicone 45’ Nappi 85’ | Marcatori |  |

| Arbitro: | F. Baldas (Trieste) |

|                          |           |            |
| Provitali 3’ Circati 55’ | Marcatori | 26’ Protti |

### Coppa Italia

#### Turni preliminari
| Arbitro: | Quartuccio (Torre Annunziata) |

|             |           |  |
| Dionigi 67’ | Marcatori |  |

| Arbitro: | Trentalange (Torino) |

|         |           |               |
| Doni 7’ | Marcatori | 29’ Provitali |

| Arbitro: | Cinciripini (Ascoli Piceno) |

|                                     |           |             |
| Buso 35’ R. Mancini 52’ (rig.), 66’ | Marcatori | 48’ Dionigi |

| Arbitro: | Pairetto (Nichelino) |

|  |           |                         |
|  | Marcatori | 34’ Silas 43’, 53’ Pari |